# Pražmo
Pražmo település Csehországban, a Frýdek-místeki járásban. Pražmo Raškovice, Krásná, Vyšní Lhoty és Morávka településekkel határos. Lakosainak száma 897 fő (2024. január 1.).

## Népesség
A település lakosságának változását az alábbi diagram mutatja:
| Lakosok száma | 619  | 530  | 462  | 468  | 735  | 951  | 911  | 913  | 878  | 897  |
|               | 1869 | 1900 | 1921 | 1961 | 1980 | 2011 | 2016 | 2019 | 2021 | 2024 |